# Schloss Bidenegg
Das Schloss Bidenegg,

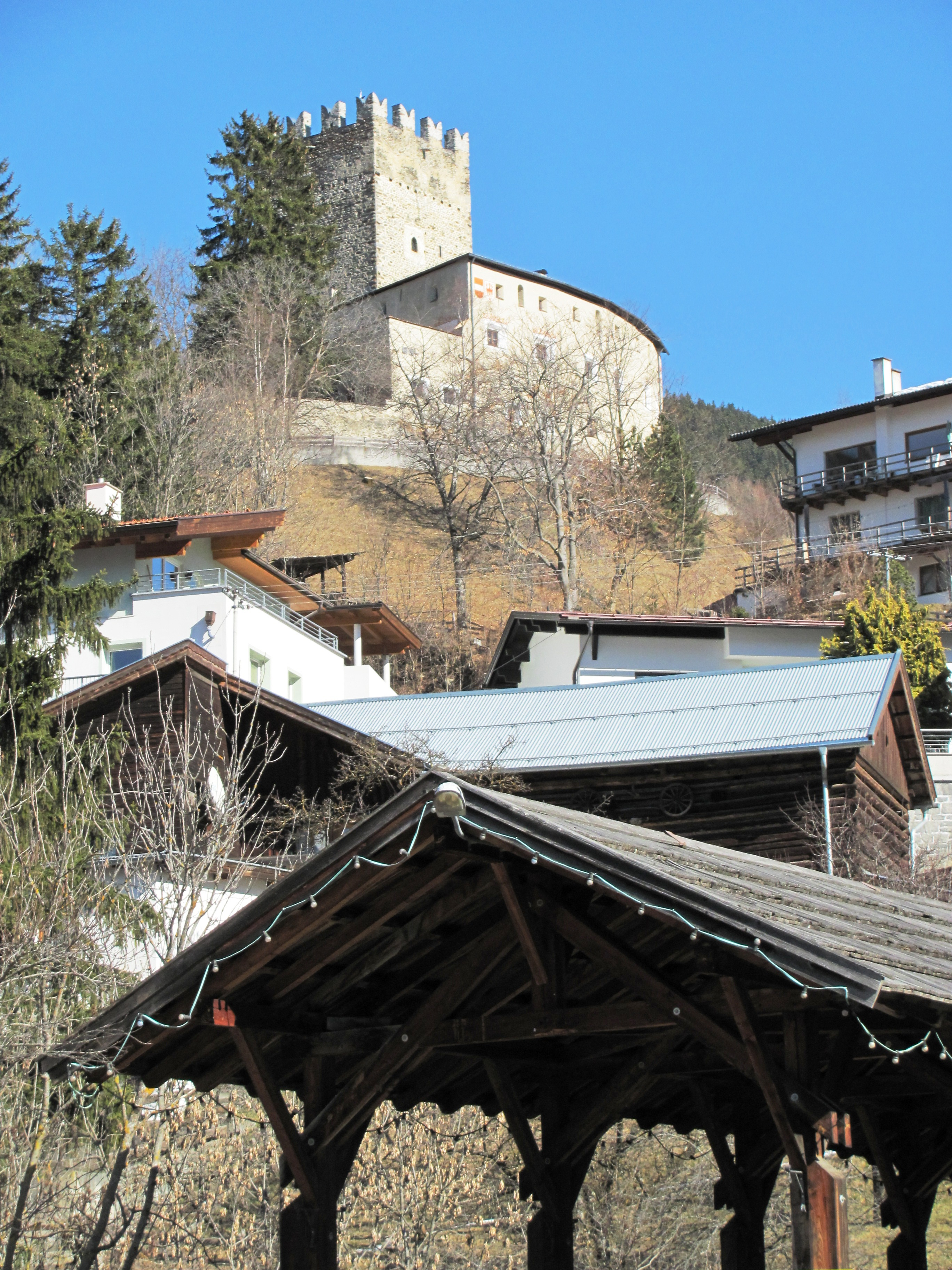
Burg Biedenegg

auch Biedenegg, Bideneck, Biedeneck und als Burg bezeichnet, ist ein Schloss in der Tiroler Gemeinde Fließ im Westen Österreichs.
Erstmals urkundlich erwähnt wurde die Burganlage im Jahr 1339. Sie war, für eine Burg relativ ungeschützt, von einem mäßig ansteigenden Hang aus zugänglich. Markant sind die zwölf 1,5 Meter hohen Schwalbenschwanz-Zinnen, die den Bergfried krönen und erst in neuerer Zeit in diese Form gebracht wurden.
1546 erwarb Hans Trautson die Burg. Im 16. Jahrhundert wurde die Anlage umgebaut und behielt bis heute im Wesentlichen ihr Aussehen. Später erwarben die Freiherren von Pach zu Hansenheim die Burg. Sie bewirtschafteten später auch ein Cafe. Seit 1994 ist die Burg in Besitz der Familie Pöll. 
Im Schloss sind aktuell Ferienwohnungen eingerichtet, weshalb es für Besichtigungen nicht geöffnet ist.